# Romain Kursner
Romain Kursner  (* 23. Juni 1996) ist ein Schweizer Fussballspieler, der auf der Position des Abwehrspielers spielt.

## Karriere

### Vereine
Romain Kursner spielte in seiner Jugend für den FC FC Lancy-Sports und den Servette FC Genève. Im Jahr 2014 erhielt er seinen ersten Profivertrag. Sein Debüt in der ersten Mannschaft des Servette FC Genève gab er am 5. April 2014. 
Nach drei Jahren im Profikader und einer langen Verletzungspause wurde sein Vertrag nicht mehr verlängert und er schloss sich Étoile Carouge an.

### Nationalmannschaft
Kursner spielte für die Schweizer Juniorennationalmannschaft.